# Viva Forever
Viva Forever este un single al formației de origine britanică Spice Girls aflat pe albumul Spiceworld.